# Dan (dnevnik)
Dan je bil neodvisen politični časopis.
Izhajal je v Ljubljani v obdobju 1912-1914 in zastopal jugoslovansko politično in kulturno idejo. Pod uredništvom Ivana Laha se je oddaljil od politike Žerjavove slovensko liberalno usmerjene narodnoradikalne  mladine in se zavzemal za radikalen jugoslovanski program. Izdajateljica Učiteljska tiskarna se mu je odrekla in časopis je prenehal izhajati pred 1. svetovno vojno.